# لطيف جاكاندي
لطيف جاكاندي (23 يوليو 1929 - 11 فبراير 2021) صحفي نيجيري أصبح حاكم ولاية لاغوس في نيجيريا من 1979 إلى 1983، ثم وزير الأشغال في ظل نظام ساني أباتشا العسكري (1993-1998). توفي في 11 فبراير 2021 عن عمر يناهز 91 عامًا.